# 四書大全
『四書大全』（ししょたいぜん）は、明の時代に、永楽帝の命で胡広（ここう）らが編集した四書の注釈書。

## 起源
1415年刊。
四書の注釈書。全36巻。朱熹（朱子）の『四書集注』が多くつくられたが，さらに勅令による『四書大全』が編纂された。
元朝をモンゴル高原に退けて、漢民族による中国統一を達成した明朝では、民族的・伝統的文化復興の気運の高まりを背景に、再び儒教が盛んとなった。
明では朱子学は官学となり、永楽帝の命によって『四書大全』・『五経大全』・『性理大全』などが編纂された。また中国最大の類書である『永楽大典』も編纂させた。
『四書大全』と『五経大全』（ともに1415年刊）は、『四書』と『五経』を朱子学の説によって解釈した注釈書で、以後中国と朝鮮で科挙試験の解釈の基準となった。また『性理大全』（1415年完成）は、宋・元の性理学の学説を集大成した書である。しかし、国家が経典の解釈を定めたために、儒学は形式化し、思想の固定化が進んだ。科挙の受験者はこれらを暗記するのみで、明・清代の知識階級の自由な研究心は阻害されたといわれる。